# Rover P6
P6 è la sigla tecnica di una autovettura berlina di alta gamma prodotta dalla Rover e commercializzata tra il 1963 e il 1977 sotto diversi nomi a seconda delle versioni.

## Contesto
All'inizio degli anni sessanta alla casa automobilistica britannica serviva un nuovo modello da affiancare all'aristocratica P5, commercializzata come 3 litres, quindi alla fine degli anni cinquanta iniziarono lo sviluppo di una nuova berlina, che doveva essere moderna e accessibile ma ugualmente prestigiosa.

## Storia e descrizione
La P6, nota inizialmente con il solo nome 2000 fu presentata all'Earl's Court Motor Show di Londra nell'autunno del 1963 e riscosse da subito un buon apprezzamento da parte del pubblico, tanto da essere la prima vettura a ricevere il premio Car of the Year nella prima edizione del concorso nel 1964.
Partendo da un'impostazione tradizionale con il motore anteriore longitudinale e la trazione posteriore, la P6 introdusse alcune novità tecniche come la carrozzeria composta da elementi imbullonati a un telaio portante, il cofano motore e del bagagliaio in alluminio, il retrotreno con schema De Dion, i freni a disco servoassistiti sulle 4 ruote, il piantone dello sterzo collassabile; il motore, appositamente progettato per il nuovo modello, era un moderno 4 cilindri in linea con albero a camme in testa dotato di particolari camere di scoppio Heron ricavate nel cielo dei pistoni.
Anche gli interni erano piuttosto innovativi, soprattutto riguardo alla sicurezza, poiché i progettisti avevano applicato all’interno le prime teorie ergonomiche di sicurezza, con piantone sterzo collassabile, imbottiture nella plancia a protezione delle ginocchia del guidatore e passeggero, i comandi secondari raggruppati al centro e classificati per funzione con una forma diversa l'uno dall'altro per poter essere identificati anche al buio.

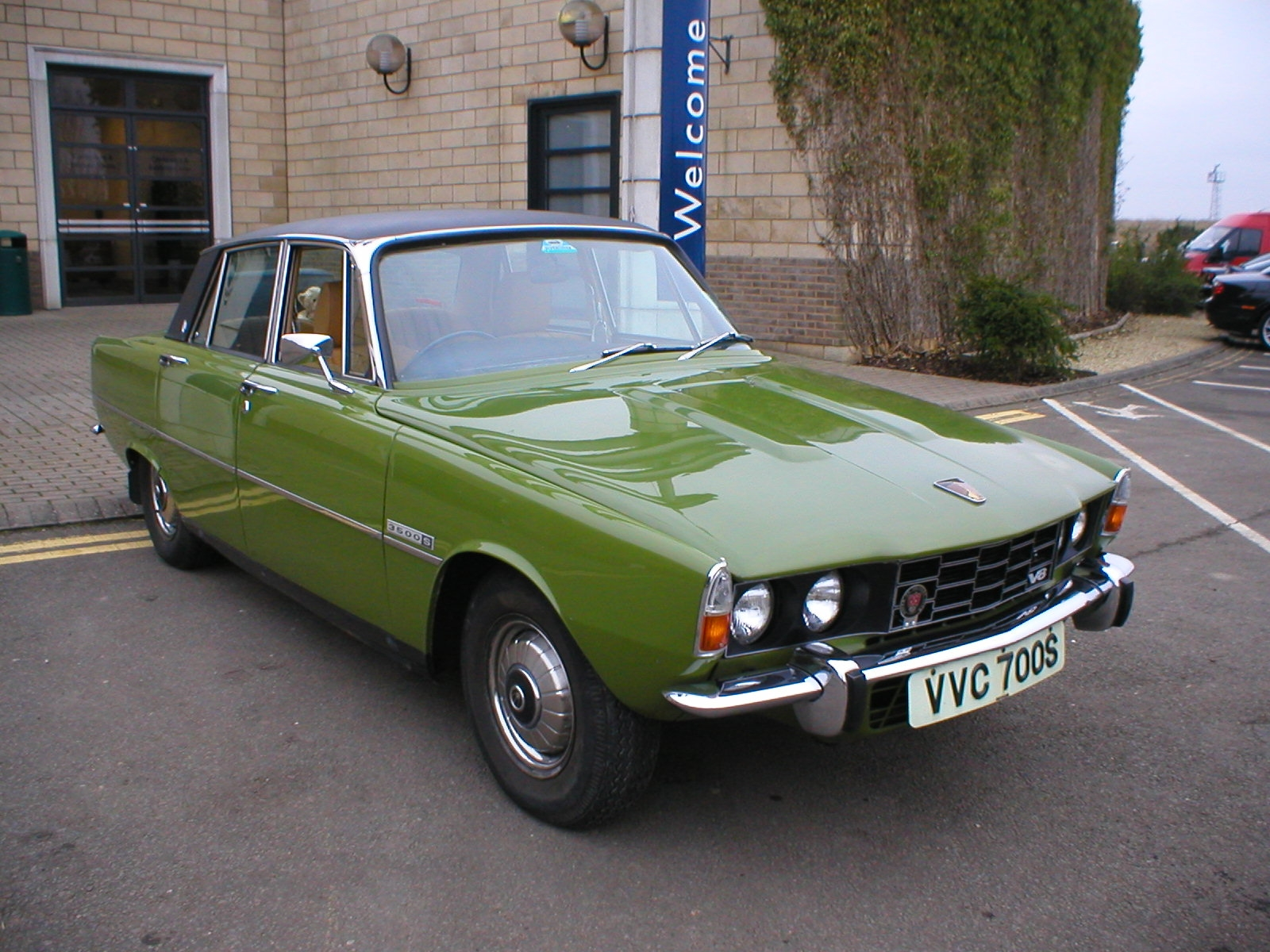
L'ultima P6 prodotta: una 3500 V8 S del 1977 con il frontale della seconda versione

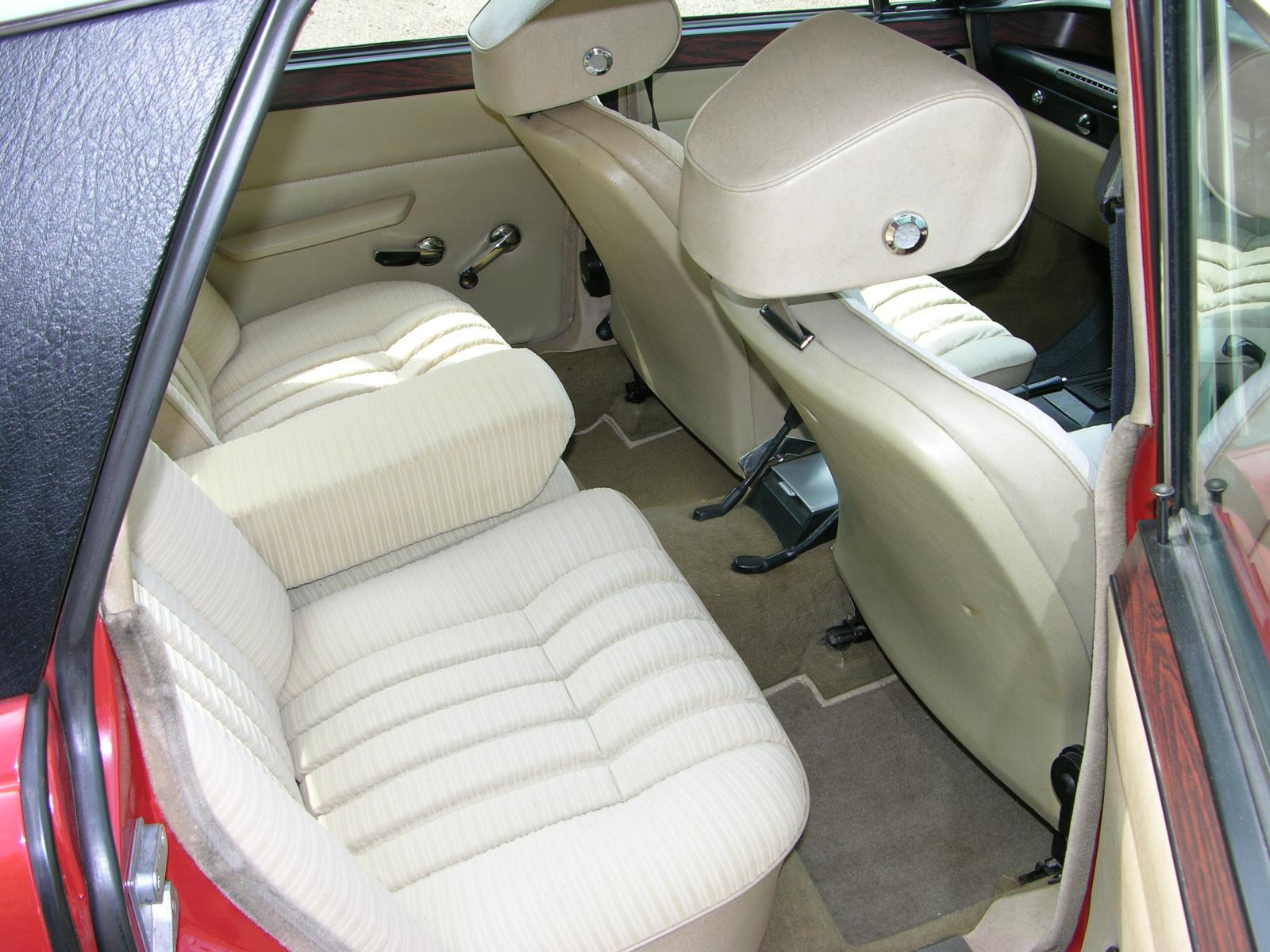
Gli interni di una 3500 V8 S, dove si possono notare gli innovativi poggiatesta

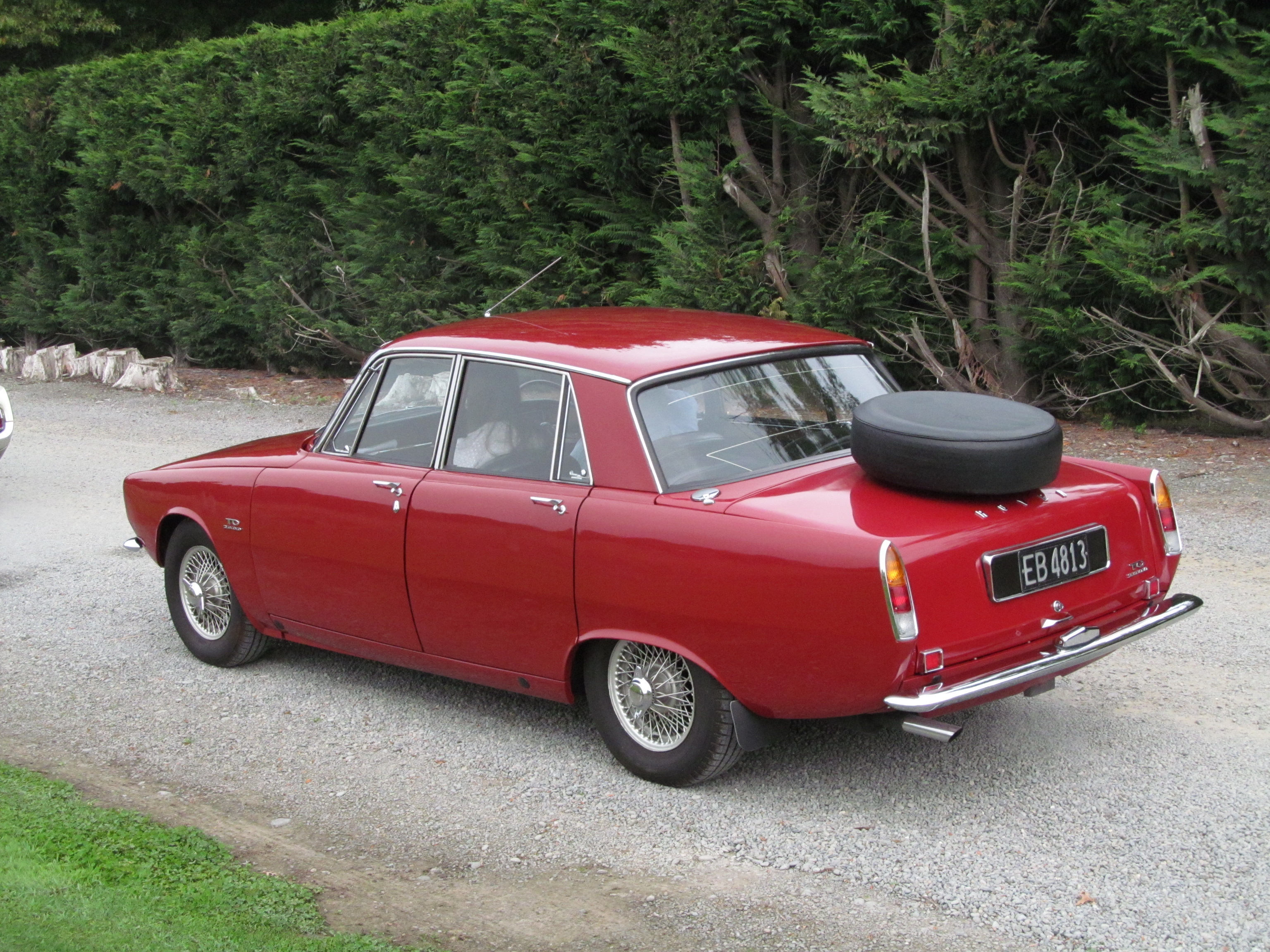
Una 2000 TC con la ruota di scorta ancorata al portellone posteriore

La linea, disegnata dallo storico designer della casa David Bache, fu una vera rivoluzione per la casa automobilistica britannica. Si trattava di una berlina sportiva dalla linea slanciata, il parabrezza molto inclinato e un accenno di pinne posteriori che terminavano con l'alloggiamento di una fanaleria verticale; il frontale presentava due inedite coppie di fanali tondi affiancati dalla fanaleria laterale e inseriti in una larga calandra in alluminio a liste orizzontali. Questi elementi rappresentavano un deciso cambiamento rispetto al passato, rinunciando alla consueta impostazione tipica della casa ma anche di molte vetture britanniche del tempo, ovvero due soli fanali tondi a lato dell'ampia calandra centrale. La vettura venne anche dotata di un inconsueto ancoraggio per la ruota di scorta sul portellone posteriore, un optional che consentiva di ottenere più spazio all'interno del bagagliaio dove era originariamente alloggiata la ruota.
Al momento del debutto nell'autunno del 1963 la Rover 2000 era disponibile con un solo motore di 1978 cm³ da 90 CV e un carburatore, abbinato a un cambio manuale a quattro marce o a una trasmissione automatica a 3 rapporti.
Nel dicembre 1963 compare per la prima volta nei listini italiani, al prezzo di 2.850.000 lire.
Nel marzo 1966 venne commercializzata anche la 2000 TC con un motore dotato di due carburatori e una potenza di 107 CV che fu commercializzata principalmente sul mercato americano e in quello dell'Europa continentale.
Nel 1968 la produzione crebbe e la vettura venne prodotta anche negli stabilimenti Rover della Nuova Zelanda e del Sud Africa. La gamma si ampliò con la 3500 V8 (Three thousand five) equipaggiata con un nuovo e potente V8 monoalbero centrale in alluminio da 3532 cm³ e 149 CV, disponibile soltanto nella versione con cambio automatico a tre rapporti e riconoscibile per l'ampia presa d'aria sotto al paraurti anteriore.
Nel 1970 la carrozzeria britannica FLM Panelcraft produsse anche oltre un migliaio di esemplari della 3500 V8 Estoura, una versione familiare con un ampio bagagliaio. Tuttavia, a seguito di un rovinoso incendio che colpì lo stabilimento che la produceva, andarono distrutte gran parte delle vetture, pertanto ne vennero vendute soltanto un paio di centinaia.
Nel 1971, in occasione del rinnovo stilistico che coinvolse l'intera gamma e che prevedeva un nuovo frontale, una nuova strumentazione e la verniciatura in nero dei sottoporta, venne commercializzata anche la versione alto di gamma 3500 V8 S, con lo stesso motore V8 in alluminio ma potenziato a 155 CV e cambio manuale a quattro marce.
L'ultima novità della gamma fu l'introduzione nell'ottobre 1973 della 2200 SC, con un motore 4 cilindri da 2205 cm³ e 98 CV e della 2200 TC a doppio carburatore da 115 CV..
La P6 uscì definitivamente di listino nel 1977, sostituita dalla nuova Rover 3500.

## Modelli prodotti
| Versione           | Anni di produzione | Esemplari |
| ------------------ | ------------------ | --------- |
| Rover 2000         | dal 1963 al 1973   | 208.875   |
| Rover 2200         | dal 1973 al 1977   | 32.370    |
| Rover 3500 Estoura | dal 1970 al 1971   | 200       |
| Rover 3500         | dal 1968 al 1977   | 81.057    |
| Totale             | Totale             | 322.502   |

## La P6 nella cronaca
Nel 1964 cominciarono le apparizioni sportive del team ufficiale nei rally, culminate nelle vittorie di classe e sesto posto assoluto al Rally di Monte Carlo nel 1965 e nel 1966.
Una 2000 TC, modello lanciato solo cinque mesi prima, fu protagonista dell'incidente del 2 agosto 1966 sull'A1 in cui persero la vita tre persone, tra cui la ventiquattrenne Silvana Fontana, che ispirò il celebre brano di Francesco Guccini, Canzone per un'amica.
Nelle prime ore del 1º Febbraio 1980 l'attore italiano Romolo Valli, alla guida di un'analoga 2000 TC, perse la vita a Roma, schiantandosi contro il muro di un'abitazione lungo la via Appia Antica.
Il 13 settembre 1982 un'altra vettura analoga tornò tristemente protagonista della cronaca. Alla sua guida perse la vita per un malore la principessa Grace Kelly, moglie del principe Ranieri di Monaco, che viaggiava insieme alla figlia Stéphanie su una 3500 V8  marrone scuro del 1971. La vettura condotta dalla principessa, che percorreva la carrozzabile D 37 per La Turbie nel comune francese di Cap-d'Ail, uscì di strada in corrispondenza del tornante detto coude du diable, sfondando il muretto di contenimento. La vettura rovinò giù dalla scarpata capovolgendosi più volte e precipitò nel giardino di una villa una quarantina di metri più in basso.
Alcuni giornali dell'epoca riportarono erroneamente dell'uscita di strada di una Rover SD1 3500, intendendo il nuovo modello all'epoca sul mercato.